# Piekiełki (Starogard Gdański)
Piekiełki – część miasta Starogard Gdański. Obejmuje tereny wokół rzeki Wierzycy, na zachód od drogi krajowej nr 22, w rejonie ulicy ks. Piotra Ściegiennego. Na terenie Piekiełek znajduje się szlak bioróżnorodności o tej samej nazwie.
15 lipca 2021 roku na Piekiełkach otwarto kompleks trzech odkrytych basenów.

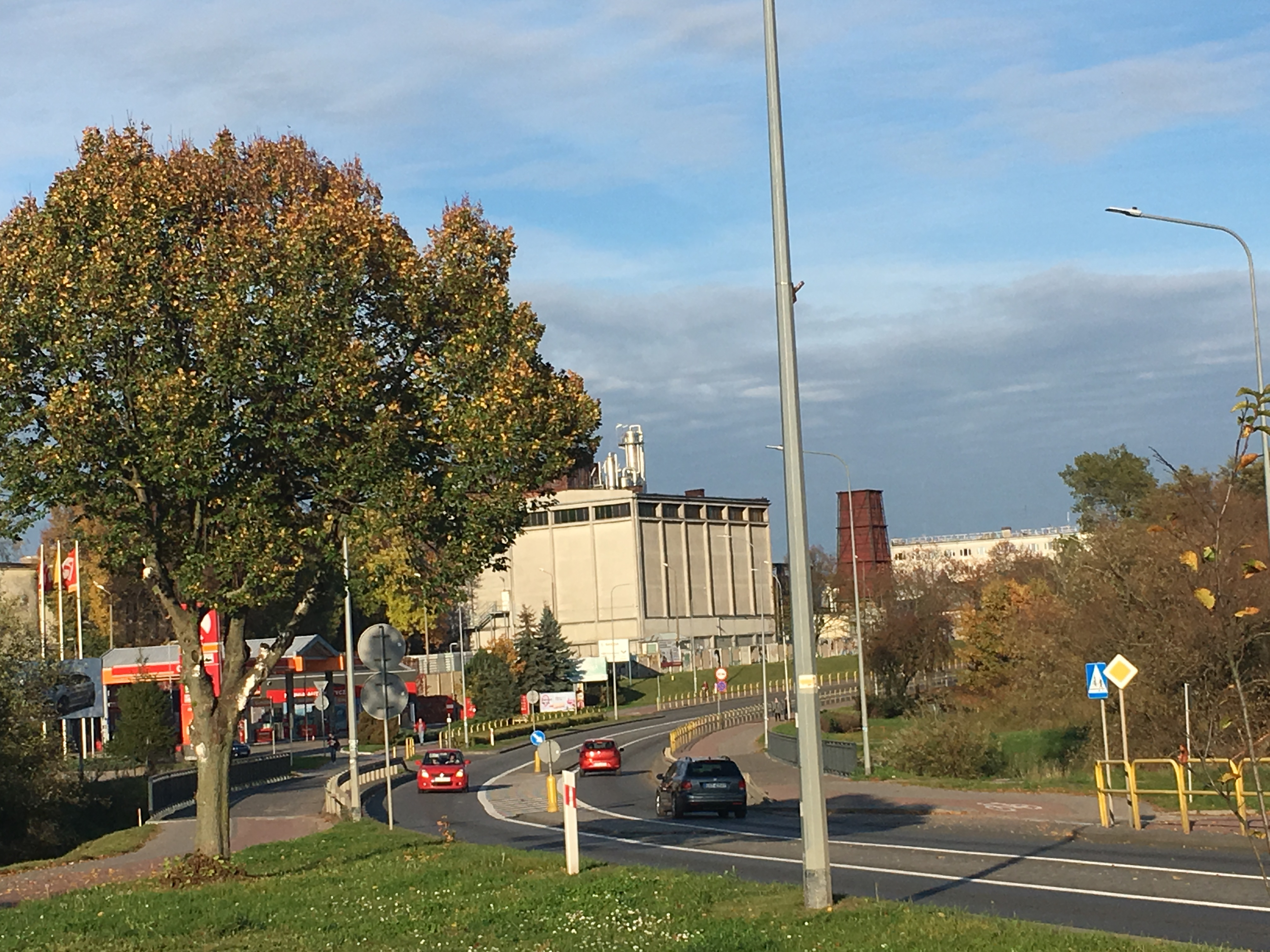
Droga krajowa 22 w Starogardzie Gdańskim, teren Piekiełek znajduje się po lewej stronie fotografii